# Jacques Gardelles
Jacques Gardelles, né le 26 janvier 1920 à Saint-Estèphe (Gironde) et mort le 26 février 1994 à Pessac (Gironde), est un professeur d’histoire, archéologue, médiéviste et historien d’art français qui s'est principalement consacré à la castellologie.

## Biographie
Après des études au lycée Montaigne, puis à la faculté des lettres de Bordeaux, la guerre le conduit à entrer dans la Résistance. Arrêté, il est déporté en camp de concentration. À la Libération, il reprend ses études et est agrégé d’histoire en 1948. Il exerce comme professeur dans les lycées de Mont-de-Marsan et d’Arcachon, puis de Bordeaux
De 1958 à 1962, il est attaché de recherches au CNRS. Il prépare sous la direction d’Élie Lambert une thèse de doctorat sur La cathédrale Saint-André de Bordeaux, sa place dans l’évolution de l’architecture et de la sculpture (Bordeaux, 1963).
De 1962 à 1965, il enseigne à la faculté des lettres de Lille comme chargé d’enseignement, puis de 1965 à 1969 comme professeur titulaire.
Il revient ensuite à Bordeaux, où il enseigne l’archéologie et l’histoire de l’art du Moyen Âge jusqu’à son départ à la retraite, en 1986.
De 1974 à 1977, il est président de la Société archéologique de Bordeaux.

## Œuvres
Hormis sa période lilloise, Jacques Gardelles s’est consacré à sa région d’origine, le Sud-Ouest, Aquitaine et Gascogne, tant dans l’architecture religieuse et la sculpture, que dans l’architecture militaire et castellaire, se basant sur la méthode archéologique héritée d’Élie Lambert. Il a cependant élargi ses connaissances sur le château, son évolution et son rôle, à l’échelle de l’Europe entière.
- L'architecture des Ordres militaires dans le Sud-Ouest de la France : Les constructions des templiers et des hospitaliers en Bordelais et en Gascogne, 1963
- Bordeaux pendant le Haut Moyen Age par Charles Higounet avec la collaboration de Jacques Gardelles et Jean Lafaurie ; 1963 ; 338 p. ; 27 cartes ; dont 1 photo aérienne hors texte ; 20 pl. ; Tome II d'Histoire de Bordeaux en 8 volumes ; publiée sous la direction de Charles Higounet ; édité par Fédération historique du Sud-Ouest ; [compte-rendu bibliographique]
- La cathédrale Saint-André de Bordeaux, Bordeaux, imp. Delmas, 1965
- Un grand édifice disparu : La collégiale Saint-Pierre à Lille, 1968
- Les Châteaux du Moyen Âge dans la France du Sud-Ouest, Genève, Droz ; Paris, Arts et Métiers graphiques, 1972
- Les portails occidentaux de la cathédrale de Bazas, 1975
- L'église de Haux, Bordeaux, CRDP, 1979
- Les Châteaux-forts de la Gascogne des Plantagenêts de 1216 à 1337, thèse
- Le château, expression du monde féodal, Strasbourg, Publitotal, 1980
- Châteaux et guerriers de la France au Moyen Âge, Strasbourg, Publitotal, 1980
- Roquetaillade la terre, les hommes, les châteaux, 1981
- Dictionnaire des châteaux de France, (5), Paris, Berger-Levrault, 1981
- La Réole, Gironde, Paris, CNRS, 1982
- Le Guide des châteaux de France. 24, Dordogne, 1985
- Bordeaux, cité médiévale, Bordeaux, L’Horizon chimérique, 221 p., 1989, [compte-rendu bibliographique],  (ISBN 9782907202138)
- Aquitaine gothique, Paris, Picard, 1992